# Frederika Žofie Schwarzbursko-Rudolstadtská
Frederika Žofie Augusta Schwarzbursko-Rudolstadtská (17. srpna 1745, Rudolstadt – 26. ledna 1778, tamtéž) byla schwarzbursko-rudolstadtská princezna.

## Život
Narodila se 17. srpna 1745 v Rudolstadtu jako dcera knížete Jana Fridricha Schwarzbursko-Rudolstadtského a Bernardiny Kristýny Sasko-Výmarsko-Eisenašské.
Dne 21. října 1763 se provdala za svého bratrance prince Fridricha Karla Schwarzbursko-Rudolstadtského, syna knížete Ludvíka Günthera II. Schwarzbursko-Rudolstadtského. Měli spolu šest dětí:
- princezna Frederika (1765–1767)
- princ Ludvík Fridrich (1767-1807)
- princezna Henrietta (1770–1783)
- princ Karel Günther (1771–1825)
  - ⚭ princezna Luisa Ulrika Hesensko-Homburská
- princezna Karolína (1774–1854)
  - ⚭ princ Günther Fridrich Karel I. Schwarzbursko-Sondershausenský
- princezna Luisa 1775-1808
  - ⚭ lankrabě Arnošt Konstantin Hesensko-Philippsthalský

Zemřela 26. ledna 1778.